# Арсеев, Пётр Иварович
Пётр Иварович Арсеев (род. 1960) — российский физик, специалист в области теории твёрдого тела, физики неупорядоченных и неоднородных систем, член-корреспондент РАН (2008).

## Биография
Родился 21 июля 1960 года.
В 2007 году — защитил докторскую диссертацию, тема: «Эффекты электрон-электронного и электрон-фононного взаимодействия в туннельных системах».
Заведующий сектором теории твёрдого тела Отделения теоретической физики имени И. Е. Тамма Физического института имени П. Н. Лебедева РАН (ФИАН).
Читает спецкурсы на физическом факультете МГУ, МФТИ, а также на базовой кафедре ФИАН факультета математики ВШЭ.
В 2008 году — избран членом-корреспондентом РАН.

## Научная деятельность
Автор 50 научных работ.
В теории неупорядоченных систем Арсеевым П. И. были получены важные результаты, связанные с корректным описанием электромагнитного поля над неровной поверхностью и с изучением локализации экситонов в магнитном поле в полупроводниковых структурах.
Разработчик общей квантовой кинетической теории туннелирования для систем, в которых наблюдаемые характеристики определяются кинетикой и не могут быть получены из равновесных параметров, описал целый ряд особенностей, обусловленных кулоновскими корреляциями и электрон-фононным взаимодействием в области контакта. Описал целый ряд особенностей, обусловленных кулоновскими корреляциями и электрон-фононным взаимодействием в области контакта. Развитая им неравновесная теория туннелирования активно используется для объяснения экспериментальных результатов.
Построил специальную теорию линейного отклика сверхпроводников на электромагнитное поле, которая позволяет решить проблему сохранения калибровочной инвариантности всех функций отклика, что является нетривиальным результатом, изучил нестандартные сверхпроводящие свойства систем с несколькими электронными зонами различной симметрии вблизи поверхности Ферми. Впервые показал, что в реальных соединениях существенное отличие наблюдаемых сверхпроводящих свойств от модели БКШ может возникать из-за нетривиального строения электронных состояний на уровне Ферми.
Член редакционной коллегии журналов «Успехи физических наук» и «Природа».

## Общественная позиция
В феврале 2022 подписал открытое письмо российских учёных и научных журналистов с осуждением вторжения России на Украину и призывом вывести российские войска с украинской территории.

## Семья
Пётр Иварович является внуком известного геометра П. К. Рашевского.